# Correa eburnea
Correa eburnea är en vinruteväxtart som beskrevs av Paul G. Wilson. Correa eburnea ingår i släktet Correa och familjen vinruteväxter. Inga underarter finns listade i Catalogue of Life.